# Americano FC
Americano FC, cunoscută în mod obișnuit ca Americano,  este o echipă de fotbal din Brazilia, având sediul în Campos dos Goytacazes, parte din statul Rio de Janeiro, fondată la 1 iunie 1914. Echipa joacă în dungi albe și negre, pantaloni scurți și jambiere negre.

## Palmares
| Campionatele Naționale                  | Campionatele Regionale | Cupele Regionale                                                                                                  |
| - Série B (1) : - Locul 3 : 1991, 1994. | - Campeonato Fluminense (5) : - Campioni : 1964, 1965, 1968, 1969, 1975. - Campeonato da Cidade de Campos (27) : - Campioni : 1915, 1919, 1921, 1922, 1923, 1925, 1930, 1934, 1935, 1939, 1944, 1946, 1947, 1950, 1954, 1964, 1965, 1967, 1968, 1969, 1970, 1971, 1972, 1973, 1974, 1975, 1977. | - Copa Rio (1) : - Campioni : 2018. - Taça Guanabara (1) : - Campioni : 2002. - Taça Rio (1) : - Campioni : 2002. |